# Anton Alois Kirchebner

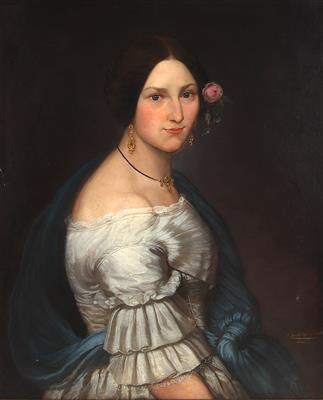
Junge Dame mit Rose im Haar

Anton Alois Kirchebner (* 1823 in Götzens; † 29. Juni 1868 in Bozen) war ein Tiroler Maler, Kupferstecher und Lithograf.
Er studierte ab dem 2. November 1842 an der Königlichen Akademie der Künste in München.
Nach dem Studium war als Lithograf in den lithografischen Anstalten Lorenz Schöpf und Franz Maria Unterberger in Innsbruck tätig. Er malte auch Altarbilder, Historienbilder und Porträts.
Sein älterer Bruder Peter Paul Kirchebner (* 29. Juni 1812 in Axams; † 4. September 1846 in Fügen) studierte ebenfalls ab dem 30. Oktober 1826 an der Münchener Akademie.